# Acrophytum
Acrophytum is een geslacht van neteldieren uit de klasse van de Anthozoa (bloemdieren).

## Soorten
- Acrophytum claviger Hickson, 1900